# Andrej Ljaptjev

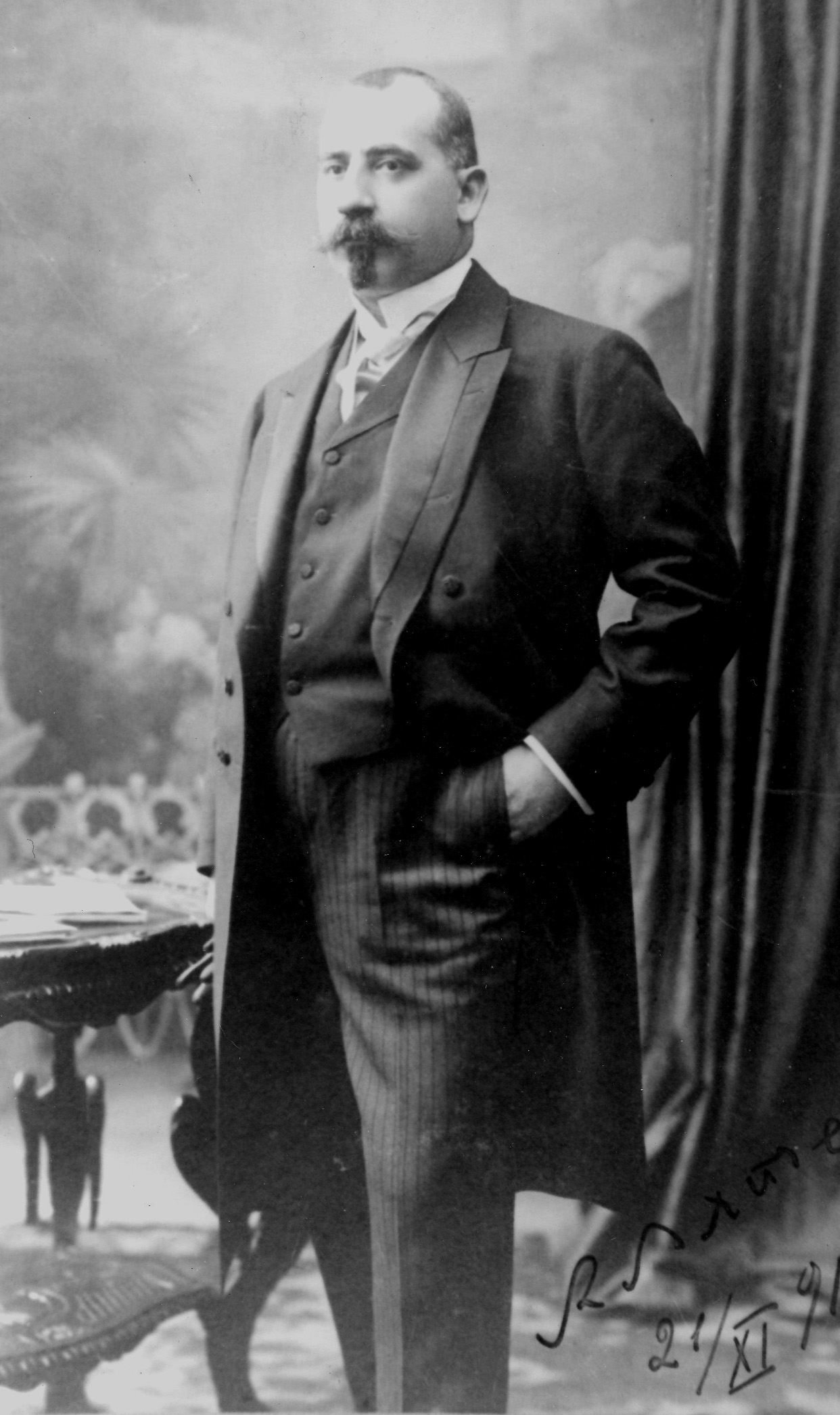
Andrej Ljaptjev.

Andrej Ljaptjev (bulgariska: Андрей Ляпчев), född 30 november 1866, död 6 november 1933, var en bulgarisk politiker.
Ljaptjev studerade bland annat i Paris, verkade senare som tidningsredaktör och politiskt aktiv för demokratiska alliansen och var pionjär inom den kooperativa rörelsen i Bulgarien. Åren 1908-10 var han minister för handel och jordbruk och var 1910-11 finansminister i Aleksandăr Malinovs regering. Åren 1918-19 var han krigsminister, och häktades 1922 under Aleksandăr Stambolijskis styre men befriades genom statskuppen 1923. Åren 1926-31 var Ljaptjev ministerpresident och inrikesminister.